# 新江號巡邏艦
新江號巡邏艦（舷號：PGG-606），為中華民國海軍錦江級巡邏艦三號艦，已於2023年5月1日除役。

## 艦歷
1999年9月23日，成軍，配屬中華民國海軍131艦隊。
新江軍艦建成後因陽字號驅逐艦陸續除役，海軍將艦上裝備之武進三型部份系統於定期保修時加裝至新江號。
因應世界環保趨勢，並強化船體安全維護，中華民國海軍執行艦船奈米漆塗裝政策。新江軍艦為首艘完成奈米塗裝的錦江級巡邏艦，並也可防止海洋微生物附著。
2019年9月28日，於基隆港與磐石號油彈補給艦、銘傳號巡防艦、沱江號巡邏艦和海獅號潛艇共同開放中華民國公民登艦參觀。
2023年5月1日除役。

## 資料來源
1. ↑   (新闻稿). 中華民國海軍. 2017-06-22  [2021-02-01]. （原始内容存档于2021-03-10） （中文（臺灣））.
2. ↑  . 青年日報.   [2019-04-06]. （原始内容存档于2019-08-24）.

## 外部連結
- MDC軍武狂人夢-錦江級巡邏艦（页面存档备份，存于）